# Élections législatives de 1993 dans les Pyrénées-Orientales
Les élections législatives françaises de 1993 se déroulent les 21 et 28 mars 1993. Dans le département des Pyrénées-Orientales, quatre députés sont à élire dans le cadre de quatre circonscriptions.

## Élus
| Circonscription | Député sortant  | Parti | Parti    | Député élu ou réélu | Parti | Parti    |
| --------------- | --------------- | ----- | -------- | ------------------- | ----- | -------- |
| 1re             | Claude Barate   |       | RPR      | Claude Barate       |       | RPR      |
| 2e              | Pierre Estève   |       | PS       | André Bascou        |       | RPR      |
| 3e              | François Calvet |       | UDF (PR) | Jacques Farran      |       | UDF (PR) |
| 4e              | Henri Sicre     |       | PS       | Henri Sicre         |       | PS       |

## Positionnement des partis
Les candidats d'alliance RPR-UDF et divers droite se présentent sous la bannière de l'Union pour la France et ceux du Parti socialiste derrière l'Alliance des Français pour le Progrès. Enfin, Les Verts et Génération écologie s'unissent sous l'étiquette Entente des écologistes.

## Résultats

### Résultats à l'échelle du département
| Parti          | Parti                                       | Premier tour | Premier tour | Second tour | Second tour | Sièges |
| Parti          | Parti                                       | Voix         | %            | Voix        | %           | Sièges |
| -------------- | ------------------------------------------- | ------------ | ------------ | ----------- | ----------- | ------ |
|                | Rassemblement pour la République            | 32 712       | 19,63        | 43 910      | 28,11       | 2      |
|                | Union pour la démocratie française          | 21 606       | 12,97        | 19 600      | 12,55       | 1      |
|                | Divers droite                               | 6 574        | 3,94         |             |             | 0      |
|                | Centre national des indépendants et paysans | 4 441        | 2,66         | 0           |             |        |
|                | Union pour la France                        | 65 333       | 39,21        | 63 510      | 40,65       | 3      |
|                |                                             |              |              |             |             |        |
|                | Parti socialiste                            | 30 368       | 18,22        | 61 143      | 39,14       | 1      |
|                | Divers gauche (Maj. prés.)                  | 785          | 0,47         |             |             | 0      |
|                | Alliance des Français pour le progrès       | 31 153       | 18,69        | 61 143      | 39,14       | 1      |
|                |                                             |              |              |             |             |        |
|                | Les Verts                                   | 5 860        | 3,52         |             |             | 0      |
|                | Génération écologie                         | 4 723        | 2,83         | 0           |             |        |
|                | Entente des écologistes                     | 10 583       | 6,35         |             |             | 0      |
|                |                                             |              |              |             |             |        |
|                | Front national                              | 30 552       | 18,33        | 31 578      | 20,21       | 0      |
|                | Parti communiste français                   | 19 335       | 11,60        |             |             | 0      |
|                | Le Trèfle - Les nouveaux écologistes        | 4 579        | 2,75         | 0           |             |        |
|                | Régionaliste                                | 2 664        | 1,60         | 0           |             |        |
|                | Extrême gauche dont LCR, LO et PT           | 1 969        | 1,18         | 0           |             |        |
|                | Mouvement des citoyens                      | 351          | 0,21         | 0           |             |        |
|                | Extrême droite                              | 123          | 0,07         | 0           |             |        |
|                |                                             |              |              |             |             |        |
| Inscrits       | Inscrits                                    | 265 086      | 100,00       | 265 067     | 100,00      | 4      |
| Abstentions    | Abstentions                                 | 88 084       | 33,23        | 87 258      | 32,92       |        |
| Votants        | Votants                                     | 177 002      | 66,77        | 177 809     | 67,08       |        |
| Blancs et nuls | Blancs et nuls                              | 10 360       | 5,85         | 21 578      | 12,14       |        |
| Exprimés       | Exprimés                                    | 166 642      | 94,15        | 156 231     | 87,86       |        |

### Résultats par circonscription

#### Première circonscription (Perpignan)
| Candidat       | Candidat                    | Parti          | Premier tour | Premier tour | Second tour | Second tour |  |
| Candidat       | Candidat                    | Parti          | Voix         | %            | Voix        | %           |  |
| -------------- | --------------------------- | -------------- | ------------ | ------------ | ----------- | ----------- |  |
|                | Claude Barate sortant réélu | RPR            | 10 160       | 27,73        | 17 343      | 57,44       |  |
|                | Jean-Claude Martinez        | FN             | 8 123        | 22,17        | 12 851      | 42,56       |  |
|                | Jean-Paul Alduy             | UDF (CDS)      | 5 540        | 15,12        |             |             |  |
|                | Jean Vila                   | PCF            | 4 152        | 11,33        |             |             |  |
|                | Marcel Torredemer           | PS (ADFP)      | 4 046        | 11,04        |             |             |  |
|                | René-Louis Fayaud           | GÉ (EÉ)        | 2 164        | 5,91         |             |             |  |
|                | Simone Gioanni              | LT-LNÉ         | 1 011        | 2,76         |             |             |  |
|                | Claude Bordaneil            | Régionaliste   | 597          | 1,63         |             |             |  |
|                | Liberto Plana               | LO             | 377          | 1,03         |             |             |  |
|                | Alain Le Dosseur            | MDC            | 351          | 0,96         |             |             |  |
|                | Yannick Seifert             | AP             | 123          | 0,34         |             |             |  |
|                |                             |                |              |              |             |             |  |
| Inscrits       | Inscrits                    | Inscrits       | 58 998       | 100,00       | 58 999      | 100,00      |  |
| Abstentions    | Abstentions                 | Abstentions    | 20 150       | 34,15        | 22 103      | 37,46       |  |
| Votants        | Votants                     | Votants        | 38 848       | 65,85        | 36 896      | 62,54       |  |
| Blancs et nuls | Blancs et nuls              | Blancs et nuls | 2 204        | 5,67         | 6 702       | 18,16       |  |
| Exprimés       | Exprimés                    | Exprimés       | 36 644       | 94,33        | 30 194      | 81,84       |  |

#### Deuxième circonscription (Canet-en-Roussillon)
| Candidat       | Candidat              | Parti          | Premier tour | Premier tour | Second tour | Second tour |  |
| Candidat       | Candidat              | Parti          | Voix         | %            | Voix        | %           |  |
| -------------- | --------------------- | -------------- | ------------ | ------------ | ----------- | ----------- |  |
|                | André Bascou élu      | RPR (UPF)      | 16 600       | 35,55        | 26 567      | 57,21       |  |
|                | Pierre Estève sortant | PS (ADFP)      | 9 084        | 19,46        | 19 873      | 42,79       |  |
|                | Claude Breton         | FN             | 9 002        | 19,28        |             |             |  |
|                | Antoine Sarda         | PCF            | 5 927        | 12,69        |             |             |  |
|                | Patrick Garcia        | Les Verts (EÉ) | 2 799        | 5,99         |             |             |  |
|                | Lilyane Fournier      | LT-LNÉ         | 1 328        | 2,84         |             |             |  |
|                | Jaume Pol             | Régionaliste   | 709          | 1,52         |             |             |  |
|                | Michel Picard         | LO             | 623          | 1,33         |             |             |  |
|                | Dominique Grein       | PT             | 619          | 1,33         |             |             |  |
|                |                       |                |              |              |             |             |  |
| Inscrits       | Inscrits              | Inscrits       | 73 160       | 100,00       | 73 155      | 100,00      |  |
| Abstentions    | Abstentions           | Abstentions    | 23 640       | 32,31        | 22 244      | 30,41       |  |
| Votants        | Votants               | Votants        | 49 520       | 67,69        | 50 911      | 69,59       |  |
| Blancs et nuls | Blancs et nuls        | Blancs et nuls | 2 829        | 5,71         | 4 471       | 8,78        |  |
| Exprimés       | Exprimés              | Exprimés       | 46 691       | 94,29        | 46 440      | 91,22       |  |

#### Troisième circonscription (Prades)
| Candidat       | Candidat             | Parti                      | Premier tour | Premier tour | Second tour | Second tour |  |
| Candidat       | Candidat             | Parti                      | Voix         | %            | Voix        | %           |  |
| -------------- | -------------------- | -------------------------- | ------------ | ------------ | ----------- | ----------- |  |
|                | François Calvet élu  | UDF (PR)                   | 9 886        | 26,63        | 19 600      | 54,83       |  |
|                | Christian Bourquin   | PS (ADFP)                  | 6 176        | 16,64        | 16 145      | 45,17       |  |
|                | François Gaciot      | FN                         | 5 757        | 15,51        |             |             |  |
|                | Alain Nunez          | PCF                        | 4 396        | 11,84        |             |             |  |
|                | Jean-Luc Malé        | diss. UDF                  | 3 484        | 9,39         |             |             |  |
|                | Maryse Lapergue      | GÉ (EÉ)                    | 2 559        | 6,89         |             |             |  |
|                | Pierre Gaspard       | diss. UDF                  | 2 500        | 6,73         |             |             |  |
|                | André Brun           | LT-LNÉ                     | 941          | 2,53         |             |             |  |
|                | Jaume Roure          | Régionaliste               | 605          | 1,63         |             |             |  |
|                | Gérard Garrigue      | Divers droite              | 590          | 1,59         |             |             |  |
|                | Pierre Prat          | Divers gauche (Maj. prés.) | 227          | 0,61         |             |             |  |
|                | Jean-Louis Massoubre | Divers droite              | 0            | 0            |             |             |  |
|                |                      |                            |              |              |             |             |  |
| Inscrits       | Inscrits             | Inscrits                   | 61 552       | 100,00       | 61 543      | 100,00      |  |
| Abstentions    | Abstentions          | Abstentions                | 22 180       | 36,03        | 21 660      | 35,19       |  |
| Votants        | Votants              | Votants                    | 39 372       | 63,97        | 39 883      | 64,81       |  |
| Blancs et nuls | Blancs et nuls       | Blancs et nuls             | 2 251        | 5,72         | 4 138       | 10,38       |  |
| Exprimés       | Exprimés             | Exprimés                   | 37 121       | 94,28        | 35 745      | 89,62       |  |

#### Quatrième circonscription (Céret - Argelès-sur-Mer)
| Candidat       | Candidat                  | Parti                      | Premier tour | Premier tour | Second tour | Second tour |  |
| Candidat       | Candidat                  | Parti                      | Voix         | %            | Voix        | %           |  |
| -------------- | ------------------------- | -------------------------- | ------------ | ------------ | ----------- | ----------- |  |
|                | Henri Sicre sortant réélu | PS (ADFP)                  | 11 062       | 23,95        | 25 125      | 57,29       |  |
|                | Gérard Monterrat          | FN                         | 7 670        | 16,61        | 18 727      | 42,71       |  |
|                | Jean Madrenas             | UDF (CDS)                  | 6 180        | 13,38        |             |             |  |
|                | Jean Rède                 | RPR                        | 5 952        | 12,89        |             |             |  |
|                | Roland Monells            | PCF                        | 4 860        | 10,52        |             |             |  |
|                | Jacques Clostermann       | CNIP                       | 4 441        | 9,62         |             |             |  |
|                | Michel Parrat             | Les Verts (EÉ)             | 3 061        | 6,63         |             |             |  |
|                | Michel Parrat             | LT-LNÉ                     | 1 299        | 2,81         |             |             |  |
|                | Jordi Vera-Arus           | Régionaliste               | 753          | 1,63         |             |             |  |
|                | Jean-Pierre Tavernier     | Divers gauche (Maj. prés.) | 558          | 1,21         |             |             |  |
|                | Bernard Cholet            | LCR                        | 350          | 0,76         |             |             |  |
|                |                           |                            |              |              |             |             |  |
| Inscrits       | Inscrits                  | Inscrits                   | 71 376       | 100,00       | 71 370      | 100,00      |  |
| Abstentions    | Abstentions               | Abstentions                | 22 114       | 30,98        | 21 251      | 29,78       |  |
| Votants        | Votants                   | Votants                    | 49 262       | 69,02        | 50 119      | 70,22       |  |
| Blancs et nuls | Blancs et nuls            | Blancs et nuls             | 3 076        | 6,24         | 6 267       | 12,5        |  |
| Exprimés       | Exprimés                  | Exprimés                   | 46 186       | 93,76        | 43 852      | 87,5        |  |